# 螺洲陈氏五楼及宗祠
螺洲陈氏五楼及宗祠，位于中华人民共和国福建省福州市仓山区螺洲镇店前村。“陈氏五楼”即陈宝琛故居，为赐书楼、沧趣楼、还读楼、晞楼、北望楼的总称。建筑占地面积4113平方米，始建于19世纪80年代，系陈宝琛被黜回乡后所建，至民国初竣工。其中晞楼为西式建筑、北望楼为中西合璧，其他为中式传统建筑。宗祠原为陈氏家庙，清康熙十六年（1677年）扩建，占地面积1710平方米。由门廊、仪门、天井、左右回廊、祠堂厅、两厢、戏台、后院等组成。奎光阁为附属文物。2009年11月16日公布为第七批福建省文物保护单位。